# ترکتی (شهرستان قره‌سای)
ترکتی (به قزاقی: Terekty) یک منطقهٔ مسکونی در قزاقستان است که در شهرستان قره‌سای واقع شده‌است. ترکتی ۲٬۱۹۳ نفر جمعیت دارد.